# Грузинский театр оперы и балета имени Палиашвили
Тбилисский государственный театр оперы и балета имени Захария Палиашвили (груз. თბილისის ზაქარია ფალიაშვილის სახელობის სახელმწიფო ოპერისა და ბალეტის თეატრი) — театр оперы и балета в городе Тбилиси, крупнейший музыкальный театр Грузии. Театр основан в 1851 году. Расположен на проспекте Руставели.

## История театра
Здание караван-сарая (торговые площади, склады и постоялый двор для купцов) с театром было выстроено в 1851 году по распоряжению князя Михаила Воронцова на деньги купца Г. И. Тамамшева. Закладка фундамента состоялась 15 апреля 1847 года — на месте недавно засыпанного оврага, на Эриванской площади. Здание строилось по совместному проекту итальянского архитектора Джованни Скудьери и Григория Гагарина. Здание представляло собой один из примеров ранней эклектики в Тифлисе: фасад здания принадлежал к «итальянской архитектуре»: архитектор использовал мотивы базилики архитектора Андриа Паладио в городе Винченца; в интерьере были использованы восточные (иранские) мотивы. Для театрального помещения был выбран тип ярусного театра с глубокой сценой — коробкой. Театр вмещал 700 человек и был самым крупным театральным зданием Закавказья. Кроме того, в здании находилось 266 торговых площадей и складов.
Предполагалось, что театр удастся открыть 1 июля 1851 года, но 5 июня, во время обрушения здания Корпусного Николаевского собора, погиб архитектор Скудьери, руководивший работами. Поэтому Строительная комиссия усомнилась в прочности театрального здания. Был проведён его осмотр и обнаружены трещины в некоторых арках и сводах. Инженер-генерал-майор Евстратову после осмотра сделал заключение о том, что трещины «не представляют опасности и произошли от осадки стен здания». Тем не менее была составлена новая комиссия, которая освидетельствовала здание 12-13 июля 1851 года и сделала заключение о том, что «капитальные стены возведены из кирпича и извести весьма прочно, но кладку производили местным способом, который не рассчитан на здание такого масштаба, что привело к возникновению трещин». Комиссия предложила провести дополнительные укрепительные работы и возвести несколько дополнительных опорных столбов. Кроме того, архитектору Белому, а затем городскому архитектору Иванову было поручено наблюдать за театральным зданием, вплоть до полного окончания строительства.
Торжественное открытие театра состоялось 8 ноября 1851 года оперой Доницетти «Лючия Ди Ламмермур». Ко второму сезону в 1852 году в Тифлисский театр была приглашена русская балетная труппа из Санкт-Петербурга; с 1854 года балетные спектакли стали регулярными («Гитана» И. Ф. Шмидта, хореограф Ф. Н. Манохин), были поставлены балеты П. И. Чайковского, А. К. Глазунова, А. Адана и другие.
Однако некоторые работы внутри здания и, частично, вокруг него, продолжились и после открытия. В феврале 1854 года была составлена опись недоработок, которые надо было устранить в кратчайшие сроки для полного завершения всех работ. Все работы были закончены только в сентябре 1854 года. Спустя двадцать лет, 11 октября 1874 года произошёл пожар, уничтоживший здание театра. Сгорели костюмы, декорации, инструмент и музыкальная библиотека. Тем не менее спектакли оперной труппы продолжались, но уже в неприспособленном для этого помещении, на Водовозной улице.
После пожара караван-сарай был восстановлен, но уже без театра. Строительство нового здания оперного театра началось в 1880 году, на Головинском проспекте. Автор проекта, архитектор В. А. Шрётер выбрал псевдо-мавританский стиль. Строительством в разное время руководили П. Штерн, А. Зальцман и А. Шимкевич. Строительство нового здания театра обошлось в 750 тысяч рублей золотом и большая часть этой суммы была выделена из государственной казны, потому театр назывался «Казённый».
Новый оперный театр был освящен 2 ноября, а его открытие состоялось 4 ноября 1896 года. Сезон открылся постановкой оперы М. И. Глинки «Иван Сусанин».
В 1884—1893 годах дирижёром театра был М. М. Ипполитов-Иванов. Ставились классические оперы, в т. ч. русские. В 1893 году здесь выступал Ф. И. Шаляпин. Первыми грузинскими оперными певцами были М. Баланчивадзе и Ф. Коридзе.
После установления в Грузии Советской власти театр стал центром национальной музыкальной культуры.
На сцене театра были впервые поставлены оперы грузинских композиторов: «Абесалом и Этери» (1919) и «Даиси» (1923) Захария Палиашвили, опера «Кето и Котэ» Долидзе (1919), «Сказание о Шота Руставели» Аракишвили (1919), «Коварная Тамара» М. Баланчивадзе (1926), «Отшельник» (Цинцадзе по одноимённой поэме И. Г. Чавчавадзе, 1972).
Тбилисский театр оперы и балета выдвинул многих одарённых мастеров вокального и хореографического искусства. Многое сделали для развития театра певица О. А. Бахуташвили-Шульгина и дирижёр Иван Петрович Палиашвили.
В 1937 году театру было присвоено имя Захария Палиашвили и в том же году (14.01.1937) он был награждён орденом Ленина — за выдающиеся успехи в деле развития грузинской театральной культуры, народных песен и танцев.
В 1938 году балет «Малтаква» Тактакишвили оформила художник Тамара Абакелия.
В 1946 и 1947 годах с театром сотрудничал Серго Кобуладзе. Он выполнил художественное оформление оперы «Сказание о Тариэле» Мшвелидзе (1946) и балета «Синатле» Киладзе (1947). За постановку спектаклей Кобуладзе дважды (в 1947 и 1948 годах) был награждён Сталинской премией.
В театре также ставил оперные спектакли Николай Васильевич Смолич.
В 1963 году театр получил звание Академического.
В 1974—1975 году здание театра перестраивалось.

### Труппа театра
С 1851 по 1880 год на сцене театра выступала труппа, составленная из оперных артистов итальянского происхождения. После 1880 года труппа стала русской.
Здесь работали: И. П. Сараджишвили, А. И. Инашвили, О. А. Бахуташвили-Шульгина, В. М. Зарудная, Л. Г. Яковлев, Д. А. Усатов, В. Л. Кавсадзе.
С 1926 по 1944 год (с перерывами) солистом театра был Давид Бадридзе. С 1929 по 1931 годах солистом театра был Сергей Лемешев. С 1930 года в театре работал народный артист СССР Пётр Амиранашвили. С 1929 по 1933 и с 1935 по 1955 в театре работал народный артист СССР Давид Андгуладзе, в 1956 году на сцене театра дебютировал его сын Нодар Андгуладзе. В 1935—1944 годах в театре пел Давид Гамрекели.
С 1932 года работал дирижёром в театра Шалва Ильич Азмайпарашвили, с 1938 по 1954 он был главным дирижёром театра. В 1942—1947 годах главным художником был Иосиф Сумбаташвили.
В балетной труппе театра начинали свою творческую деятельность будущие народные артисты СССР и основатели Ансамбля народного танца Грузии Нино Рамишвили и Илья Сухишвили.

### Выдающиеся постановки прошлых лет
- 1948 — «Лауренсия» А. Крейна. Постановка В. Чабукиани
- 1949 — «Мзия» А. Баланчивадзе
- 1949 — «Горда» Д. Торадзе. Постановка В. Чабукиани
- 1957 — «Отелло» А. Мачавариани. Постановка В. Чабукиани

### Художественные руководители
- Ольга Бахуташвили-Шульгина (1876—1930)
- Нина Гедевановна Ананиашвили (1963)
- Роберт Бардзимашвили
- Бадри Майсурадзе (с 2016)